# فرخنده سردوش‌زرین
فرخنده سردوش‌زرین (نام علمی: Thraupis ornata) گونه‌ای از پرندگان تیرهٔ فرخندگان (Thraupidae) و بومی برزیل است.
زیستگاه‌های طبیعی آن جنگل‌های جلگه‌ای نمناک نیمه‌گرمسیری یا گرمسیری، جنگل‌های کوهستانی نمناک نیمه‌گرمسیری یا گرمسیری و جنگل‌های پیشین به شدت تخریب شده است.